# Milva (album 1988)
Milva è un album discografico della cantante italiana Milva pubblicato nel 1988 dalla Dischi Ricordi.

## Descrizione
Nel 1988 Milva realizza per il mercato tedesco l'album Unterwegs nach Morgen, arrangiato da Tony Carey, Peter Maffay e Klaus Jäger, composto interamente da brani inediti. Il brano Wenn der Wind sich dreht viene tradotto in italiano da Massimo Bubola, con il titolo Vento di mezzanotte che firma anche Rapsodie gitane, ma curiosamente non viene pubblicato un 45 giri in Italia (esiste solo un test pressing in vinile dei due brani firmati da Bubola). 
Viene tradotto in italiano da Bubola anche il brano Menschen (Unterwegs nach Morgen) con il titolo Gente. Tra gli arrangiatori, il collaboratore di lungo corso di Milva, Natale Massara.
L'album è composto da brani tratti dagli album pubblicati negli anni ottanta ed è di fatto una raccolta con i tre inediti citati.

## Edizioni
L'album fu pubblicato in Italia in LP, MC ed in una rara versione in CD dalla Dischi Ricordi, con numero di catalogo SMRL 6383. 
L'album non è presente sulle piattaforme digitali e sui servizi di streaming.

## Tracce
1. Vento di mezzanotte
2. La rossa
3. Non finirà mai
4. Eva dagli occhi di gatto
5. Dicono di me
6. Rapsodie gitane
7. Gente
8. Alexander Platz
9. A cosa pensi
10. Nel silenzio splende
11. Il film della mia vita
12. Canto a Lloret